# Ryan VZ-3 Vertiplane

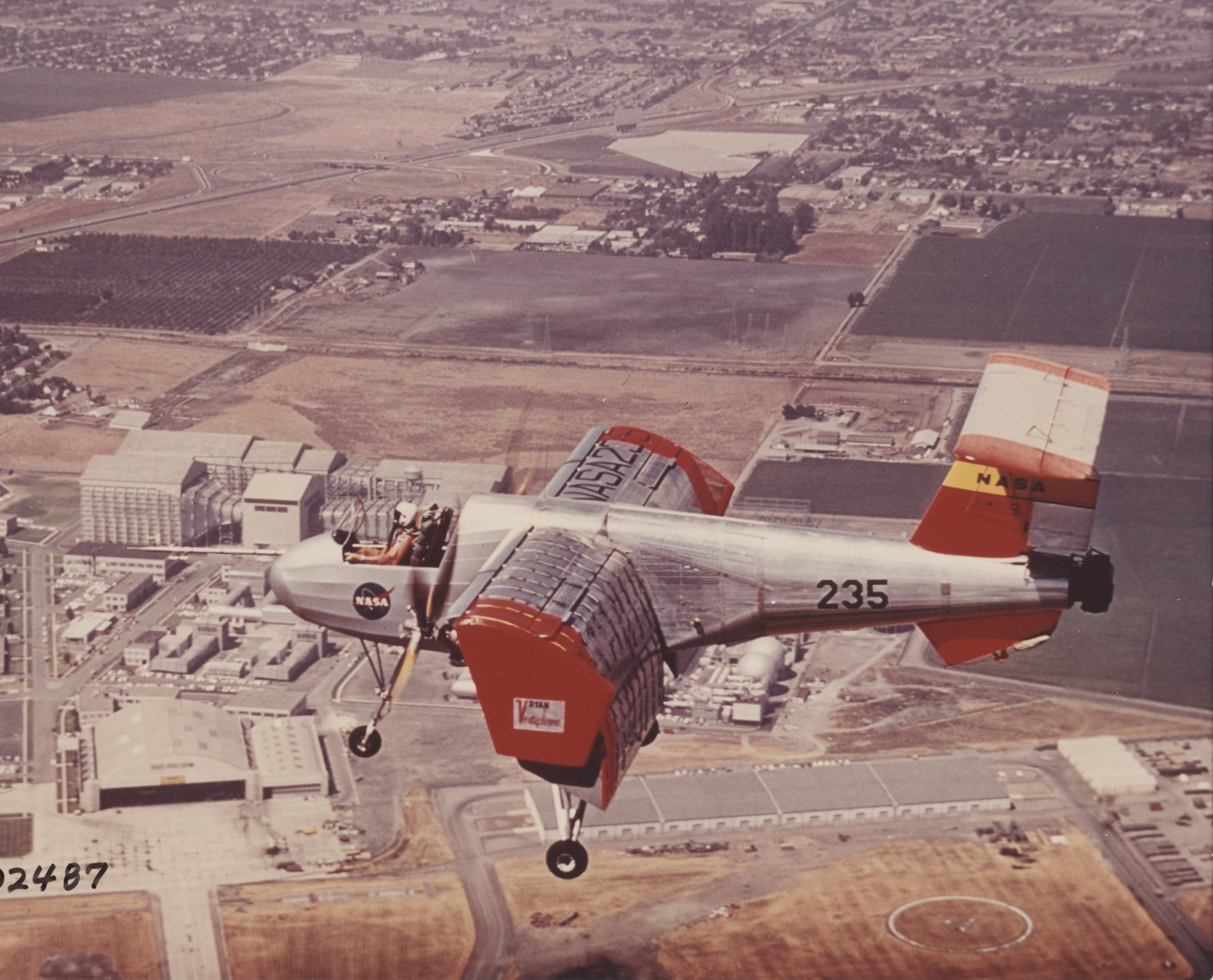
Ryan VZ-3RY Vertiplane v letu.

Ryan VZ-3 Vertiplane (továrním označením Ryan Model 92) byl americký experimentální letoun se schopností V/STOL (kolmý a zkrácený vzlet a přistání) postavený pro výzkumné účely společností Ryan Aeronautical Company. Stroj si objednala v 50. letech 20. století americká armáda (US Army), která jej po odzkoušení předala Národnímu úřadu pro letectví a kosmonautiku (NASA) k dalším testům. Účelem letounu bylo otestovat odklonění proudu vzduchu rozměrnými vztlakovými klapkami pro V/STOL.

## Vývoj a konstrukce
Ryan VZ-3 Vertiplane vznikl na objednávku US Army, poprvé se vznesl do vzduchu 29. prosince 1958.
Šlo o hornoplošník s velkými koncovými deskami na nosném křídle a dvojitými vztlakovými klapkami, které bylo možné vysunout za velké vrtule. Poháněn byl motorem Avco Lycoming T53 zabudovaným v trupu, který přes hřídele poháněl dvojici velkých třílistých vrtulí, každou na jedné straně nosného křídla. Úzký trup stál na vysokém trojbodovém zesíleném podvozku. Ocasní plocha s nastavitelnými výškovými kormidly byla ve tvaru písmene T. Na konci trupu se nacházela tryska s kardanovým závěsem, která usměrňovala tok výfukových plynů a napomáhala tak stabilitě v režimu visení a při přechodu mezi fázemi letu (z vertikálního do horizontálního a naopak).
Při testech stroj prokázal, že je schopen téměř svislého vzletu s rychlostí 40 km/h, visení v nulové rychlosti a přechodu do horizontálního letu. V roce 1959 havaroval a byl přestavěn (měl mj. otevřený kokpit). US Army pak letoun předala Národnímu úřadu pro letectví a kosmonautiku k dalším testům. Po jejich ukončení se letoun dostal do leteckého muzea US Army (United States Army Aviation Museum) ve Fort Ruckeru v Alabamě.

## Specifikace
Data z: 

### Technické údaje
- Posádka: 1 pilot
- Délka: 8,43 m
- Výška: 3,25 m
- Rozpětí nosného křídla: 7,14 m
- Vzletová hmotnost: 1 179 kg
- Pohon: 1× turbohřídelový motor Avco Lycoming T53; 750 kW